# Frauenberg (Hessen)
Der Frauenberg ist mit einer Höhe von 379,4 m ü. NHN die zweithöchste eigenständige Erhebung der Lahnberge zwischen Frauenberg und Cappel im mittelhessischen Landkreis Marburg-Biedenkopf. Da auf ihm die Burgruine Frauenberg mit 360-Grad-Panoramablick steht, ist er ein beliebtes Ausflugsziel in der Region der Stadt Marburg.

## Geographie
- Karte mit allen Koordinaten:
- OSM |
- WikiMap

### Lage
Der Frauenberg erhebt sich im Süden des sich in Nord-Süd-Richtung ziehenden Hauptkammes des Höhenzugs Lahnberge. Während Teile seines Nord-, West- und Südhangs zu Marburgs Stadtgebiet gehören, zählen die Hochlagen mit dem Gipfel zum Gemeindegebiet von Ebsdorfergrund. Letzterer liegt 500 m südwestlich von Frauenberg und 1,7 km westlich von Beltershausen (zwei Ortsteilen von Ebsdorfergrund) sowie 1 km nordöstlich von Bortshausen, 2,2 km östlich von Ronhausen und 2,5 km südsüdöstlich von Cappel (jeweils Luftlinie) (drei Ortsteile von Marburg).
Die vulkanische Basalt-Kuppe des Berges ist leicht nach Norden – zum Zentrum der Lahnberge – geneigt, während nach Süden hin der Berg zwar etwas weniger steil, dafür aber sehr tief bis zur Landesstraße 3089 Cappel–Ebsdorf auf Höhen um 200 m abflacht. Der Sattel zu den nie 300 m übersteigenden südlichen (Nieder-)Lahnbergen liegt, südsüdöstlich des Gipfels, an der ehemaligen Bahntrasse Cappel–Dreihausen zwischen Bortshausen und Ebsdorf, die inzwischen einen Radweg trägt, auf minimal über 240 m Höhe. Vom Doppelgipfel aus Stempel (365,4 m) und Lichtem Küppel (368,3 m) trennt den Berg die höchste Stelle der Beltershäuser Straße (L 3125) auf etwa  286 m, die gleichzeitig auch Scharte zu den zentralen (Uni-)Lahnbergen mit dem Ortenberg (gut 380 m) ist.
Die Gipfelregion des Frauenbergs sowie untere Teile seiner Nord-, West- und Südflanke sind bewaldet; rund um die Gipfelregion zieht sich ein landwirtschaftlich genutzter Bereich. Auf seinen Hochlagen liegt das Naturschutzgebiet Frauenberg bei Beltershausen (CDDA-Nr. 163142; 1985 ausgewiesen; 9,81 ha groß).

### Naturräumliche Zuordnung
Der Frauenberg gehört in der naturräumlichen Haupteinheitengruppe Westhessisches Bergland (Nr. 34), in der Haupteinheit Marburg-Gießener Lahntal (348) und in der Untereinheit Marburger Bergland (348.0) zum Naturraum Lahnberge (348.01). Nach Osten fällt seine Landschaft in die Ackerflächen der Untereinheit Ebsdorfer Grund (347.2) ab, dem Südwestteil der Haupteinheit Amöneburger Becken (347).

### Abdachung

#### Der Wittstrauch

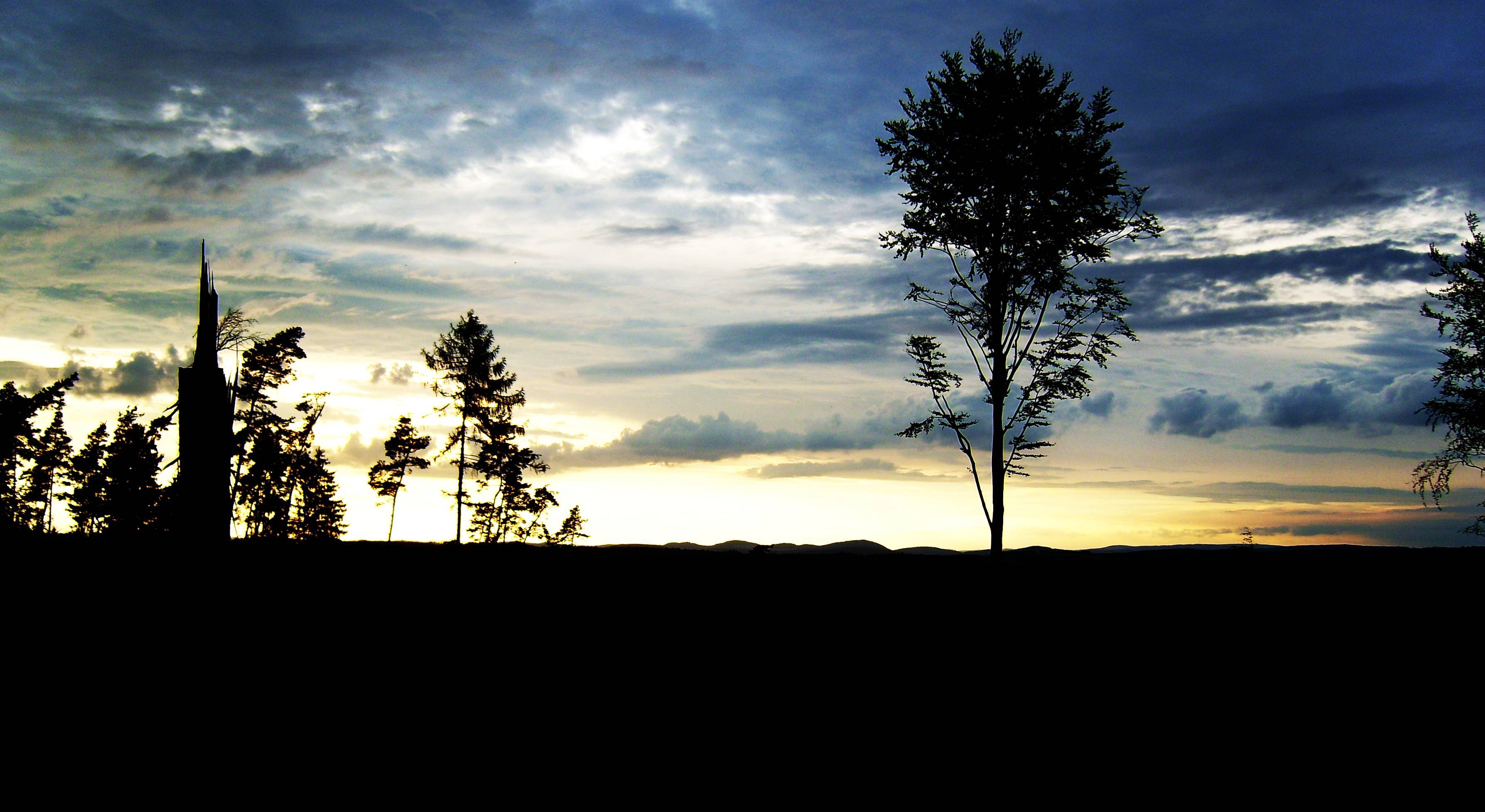
Sonnenuntergang am Wittstrauch, Ansicht von 2008. Der zweite Gipfel links der zentralen Buche ist der Rimberg

Der etwa 322 m ü. NHN hohe Wittstrauch (⊙) ist der nördliche Nebengipfel des Frauenbergs, der durch eine nur gut 305 m hohe Scharte im Nordteil des Weilers Frauenberg vom Hauptberg getrennt ist und der wiederum durch den Sattel, über den die Beltershäuser Straße verläuft, vom 365,4 m hohen Stempel getrennt wird. Der Orkan Kyrill hat die Bewaldung hier Mitte Januar 2007 von weit her sichtbar verwüstet. Inzwischen (2023) hat sich der Wald in Teilen erneuert, (halb)rund um die Nordwestflanke wurde der Baumlehrpfad Am Wittstrauch eingerichtet.
Zwischen der Nordostflanke des Wittstrauch und der Südostflanke des Stempel entspringt unweit des auf Beltershäuser Gemarkung liegenden Hof Capelle, zwischen Moischt (N) und dem Kerndorf Beltershausens (S), der (Bach vom) Pfingstgraben, dem die L 3125 von Cappel in Richtung Heskem bis zur Abfahrt Beltershausen (Zubringer Zum Pfingstgraben) folgt (letzte Unterquerung der Landesstraße auf etwa 240 m; ⊙). Der Pfingstgraben führt im Oberlauf nicht ganzjährig Wasser und mündet vor Wittelsberg auf etwa 209 m in den Wittelsberger Bach (⊙), der die Zwester Ohm speist.

#### Westliche Vorhöhen
Nordwestlich ist dem Frauenberg der Ringelskopf (ca. 323 m ü. NHN; ⊙) vorgelagert, der nach Norden zum Eselsgrund abfällt, dem die aus Cappel kommende Moischter Straße (K 38) folgt. Der Eselsgrundbach entspringt an der Nordflanke des Frauenbergs und separiert im nach Norden gerichteten Oberlauf Wittstrauch und Ringelskopf, um nah einem Waldrand-Wanderparkplatz an der Moischter Straße auf etwa 235 m seinen Weg abrupt in Richtung Westen zu ändern (⊙), wo er dem eigentlichen Eselsgrund gen Cappel und seinem Vorfluter Lahn folgt.

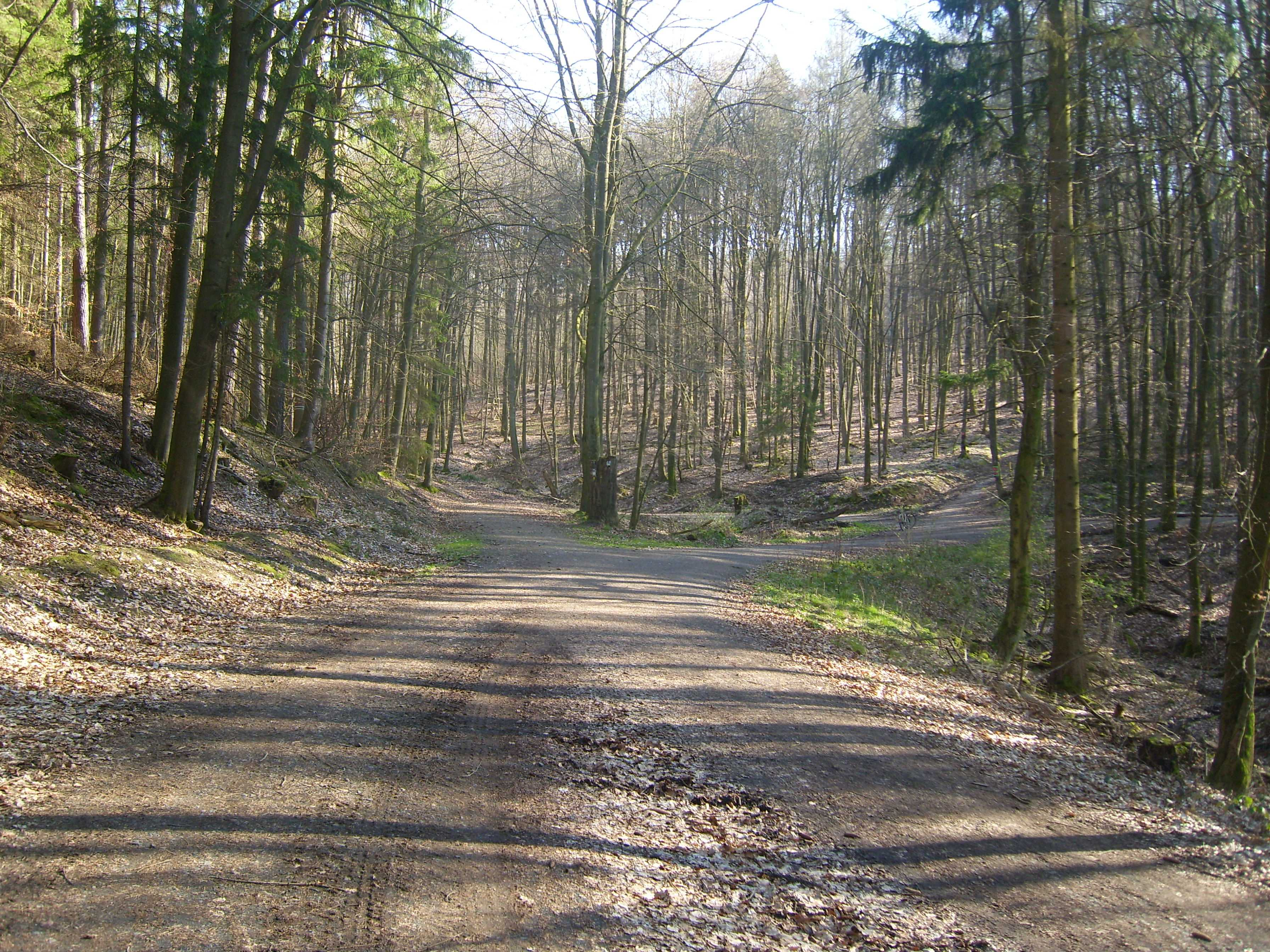
Der „Waldkreisverkehr“ zwischen Frauenberg, Ringelskopf und Wittstrauch von N

Nördlich des Frauenbergs und unweit nordwestlich des gleichnamigen Weilers liegt auf etwa 280 m ein „Waldkreisverkehr“ (⊙), wo am Eselsgrundbach befahrbare Waldwege von der oberen Moischter Straße (NNO, den Wittstrauch westlich flankierend), vom Eselsgrund (NNW, dem Bach folgend) und aus Cappel-Süd (W, den Ringelskopf nordöstlich flankierend) aufeinandertreffen. Nach Süden führt ein sehr steiler Fußweg unmittelbar zum Frauenberg, nach Südosten führt ein dem Quelllauf des Bachs folgender, später sehr steil werdender Fußweg unmittelbar zum Weiler. Über den Waldkreisverkehr führt auch der äußere Rundweg um den Frauenberg, der unweit westlich vom Weg nach Cappel abzweigt, nach Umrundung im Gegenuhrzeigersinn am Nordrand des Balderscheid (s. u.) in die Straße Zu den Höfen zum oberen Teilweiler Frauenberg führt, wo der Weg nach Querung der Cappeler Straße (K 41) zur oberen Heynstraße (auf etwa 318 m;  ⊙) schließlich deutlich abfällt und am Knick dieser Straße in den nicht befahrbaren Fußweg zum Quelllauf des Eselsgrundbachs übergeht.
Vom Ringelskopf nach Südwesten zieht sich ein Riedel zum Heidenkopf (285,1 m;  ⊙), der zwischen Ron- und Bortshausen zum Bortshäuser Tal des nach Westen, zur Lahn fließenden Hilgerbachs (Bortshäuser Bachs) abfällt. Deutlich westlich des Ringelskopfes liegt der Mühlenkopf (254,4 m; ⊙), der das unterste Stockwerk einnimmt, jedoch zum Lahntal zwischen dem Landschulheim Steinmühle im Norden und Ronhausen im Süden steil abfällt. Zwischen Mühlen- und Heidenkopf fließt der Heidenbach (Quelle auf etwa 242 m;  ⊙) dem Hilgerbach in Richtung Ronhausen zu, zwischen Heidenkopf und Frauenberg liegt das Große Tal nördlich Bortshausens (⊙).
Alle in diesem Abschnitt erwähnten Gipfel haben nur eine sehr geringe Prominenz von wenigen Metern.

#### Der Balderscheid

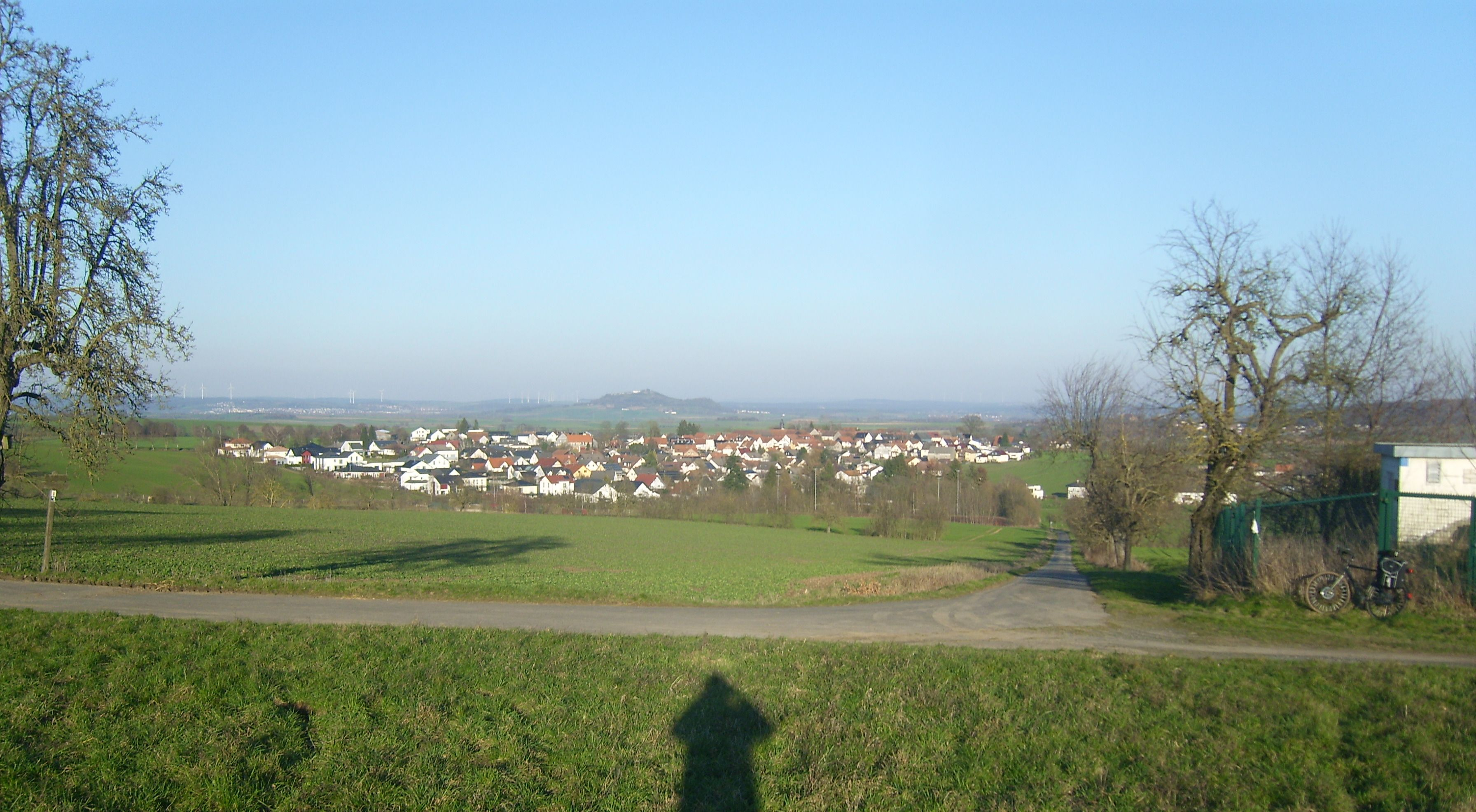
Blick vom Rand des Balderscheid auf Beltershausen und die Amöneburg. Der halbrechts ins Dorf führende Weg ist der Balderscheidweg, der Weg im Vordergrund ist der Grenzweg zwischen Cappel und Beltershausen, der am linken Bildrand fast rechtwinklig abknickt und den Balderscheidweg verlängert.

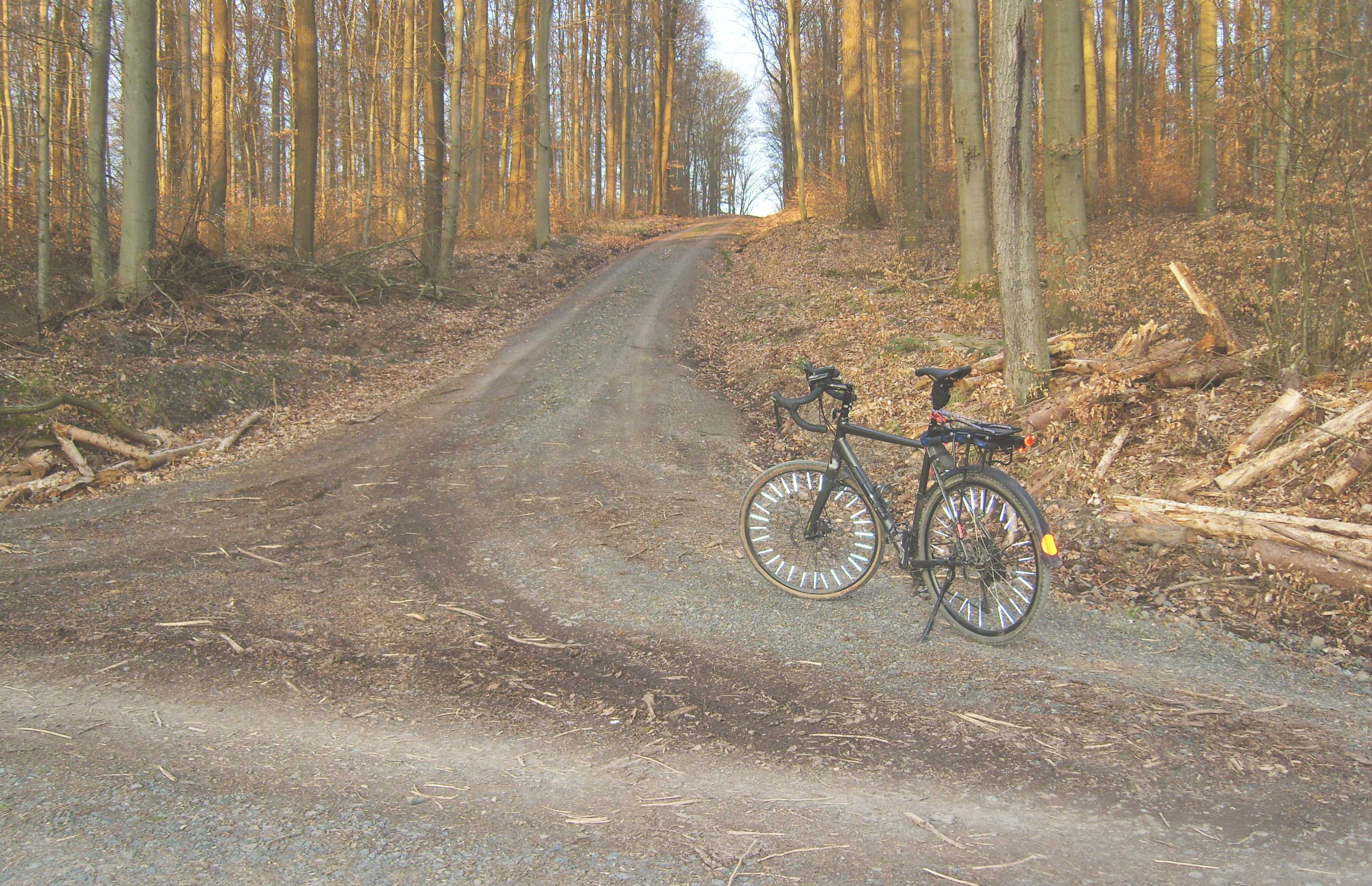
Lkw-tauglicher Waldweg mit 16 % Steigung im Südwesten

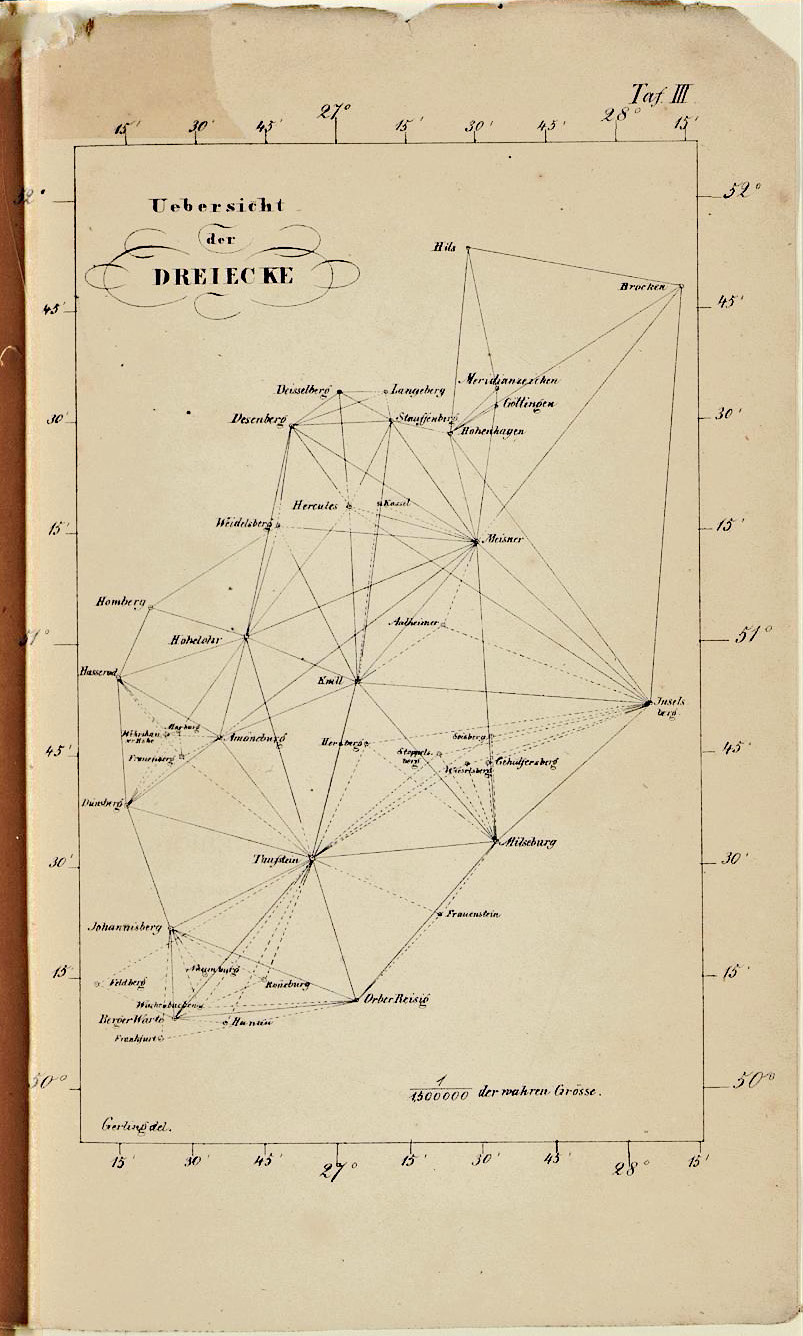
Kurhessen Triangulation 1837

Am Südhang des Frauenbergs liegt das Waldstück Balderscheid. Obwohl es unmittelbar südlich des auf Beltershäuser Gemarkung liegenden Frauenberg-Gipfels und unmittelbar östlich von Bortshausen liegt, liegt es ganz auf Cappeler Gemarkung – weshalb es insbesondere keine Gemarkungsgrenze zwischen Beltershausen und Bortshausen gibt, wohl aber eine zwischen Cappel und Ebsdorf. Obgleich die meisten Flurnamen, die auf „-scheid“ enden, feminin dekliniert werden, ist der Wald bereits auf der topographischen Karte von 1857 als „Der Balderscheid“ eingezeichnet
Openstreetmap verzeichnet Stand Februar 2023 innerhalb des Waldstücks einen Gipfel namens Balderscheid mit 247 m Höhe. Dieser existiert  jedoch nicht, es gibt lediglich einen vermessenen Wegpunkt dieser Höhe am mittleren Aufstieg (s. u.). Die Balderscheid geht ohne jeden Gipfel nach Norden auf etwa 310 m ü. NHN unmittelbar an der Gemarkungs- und Gemeindegrenze in das NSG des Fauenbergs über, ein verzeichneter Höhenpunkt auf 294 m (⊙) im Nordosten überragt sein Umland praktisch nicht.
Die Hänge des Balderscheid sind deutlich sanfter als die Steilhänge des Frauenbergs nach Westen und Südwesten zum Großen Tal bei Bortshausen. Nach Südwesten werden sie von einem serpentinenartigen Waldweg flankiert, der weiter nordwestlich auch den Heidenkopf umrundet, jenseits des Großen Tals (Querung auf etwa 237 m) maximal 248 m erreicht und zwischen Bortshausen und Ebsdorf auf etwa 220 m auf die Landesstraße trifft (⊙). Von ihm aus führen drei Waldwege in den Höhenbereich, die, der vergleichsweise geringen Hangneigung wegen, abschnittsweise gerade verlaufen. Der nordwestlichste dieser Wege erreicht maximal 10 % Steigung und endet am Grenzweg zwischen Cappel und Beltershausen (s. u.), von wo aus er mit nur wenig Versatz durch die Straße Zu den Höfen zum Weiler Frauenberg verlängert wird. Der mittlere Weg erreicht im oberen Teil sogar 13 %, der südöstlichste verläuft komplett gerade und beginnt mit einer Steigung von 16 %, um jedoch nach nur etwa 200 Metern Länge deutlich abzuflachen; diese beiden Wege enden in Höhenlagen an unbefestigten Pfaden. An der Nordseite geht das Waldgebiet in eine plateauartige Hochfläche auf etwa 290 m über NHN über, die sich an der unbewaldeten Beltershäuser Nordseite fortsetzt.
Nach dem Balderscheid benannt ist der Balderscheidweg in Beltershausen, der westlich des Sportplatzes und bereits außerhalb des Dorfbereichs steil ansteigt und an der Nordgrenze des Balderscheid durch einen flachwelligeren Grenzweg verlängert wird, der die Südspitze des NSG trifft und dieses im Uhrzeigersinn teilumrundet. Auch der Weg Am Balderscheid, der rechtwinklig vom Balderscheidweg nach Süden abgeht, ist nach dem Wald benannt, ist jedoch bereits rund 800 Meter östlich der Ostgrenze parallel und flankiert in der Hauptsache den obersten Verlauf des Galgengrabens (s. u.).
Deutlich östlich der Balderscheid entspringt, südlich von Beltershausen, der (Bach vom) Galgengraben, der im Oberlauf nur zu Regenzeiten Wasser führt. Er kreuzt den Grünen Weg in Richtung Ebsdorf auf etwa 230 m (⊙) und, wie auch der Pfingstgraben, dem Wittelsberger Bach zufließt, dem er auf etwa 206 m nördlich von Heskem und kurz vor dessen Mündung in die Zwester Ohm frontal entgegenfließt (⊙).

## Geschichte
Die heute nur noch zu geringen Teilen erhaltene Burg Frauenberg wurde im Jahre 1252 von der Herzogin Sophie von Brabant errichtet, der Tochter der Heiligen Elisabeth, und ist, nachdem sie 1470 bis 1489 gestürmt und nach 1528 auch nicht mehr bewohnt worden war, allmählich verfallen.
Der Frauenberg war wegen seiner hervorragenden Aussicht ein trigonometrischer Messpunkt bei der Triangulation des Kurfürstentums Hessen, die von 1822 bis 1837 unter der Leitung des Marburger Mathematikers Christian Ludwig Gerling durchgeführt wurde. Der Messpunkt mit der Jahreszahl 1837 ist heute noch erhalten.

## Aussicht

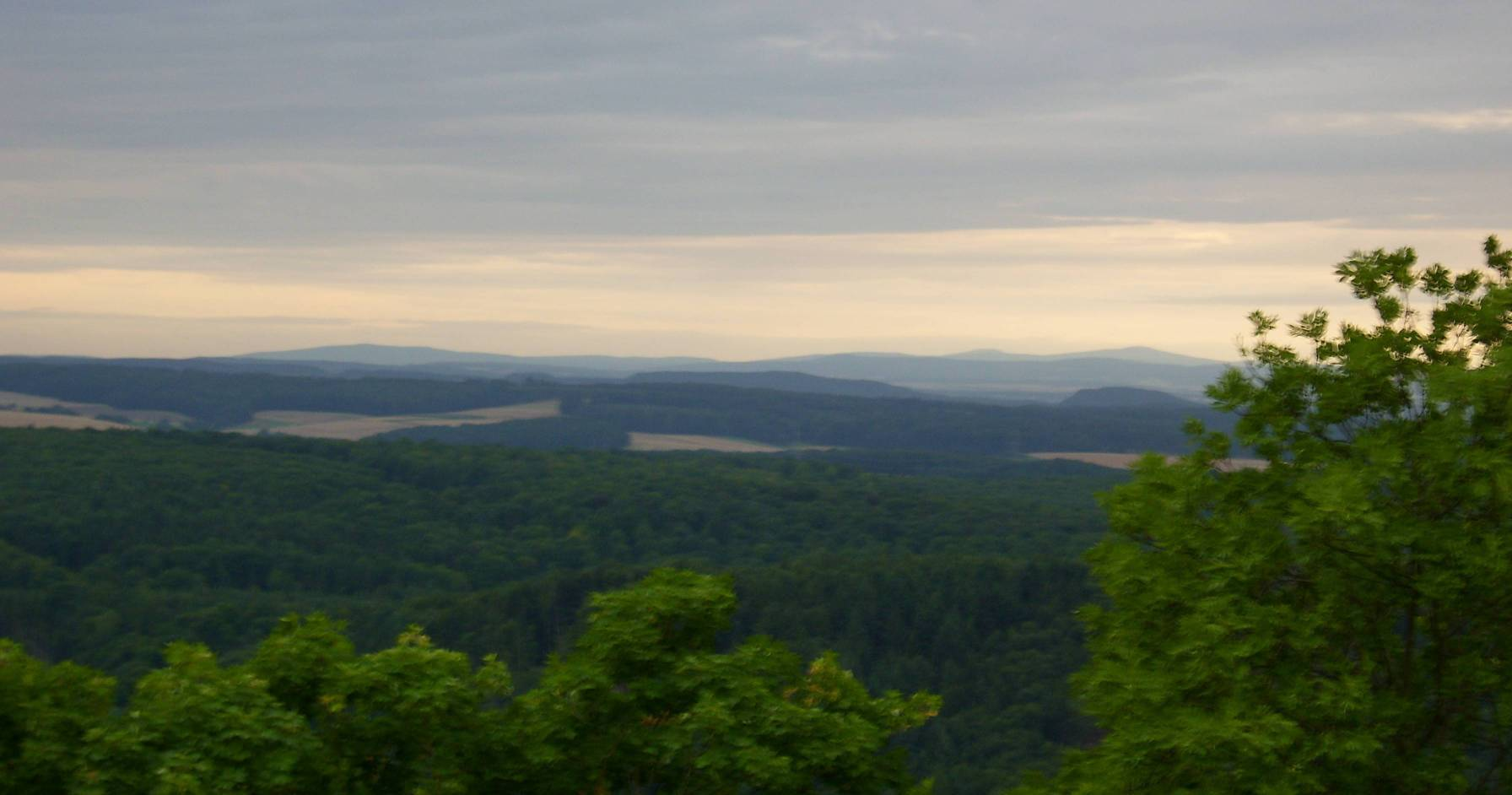
Blick auf den Taunus mit Steinkopf (halblinks) und den über 60 km entfernten höchsten Erhebungen Altkönig (halbrechts) und Großem Feldberg (rechts)

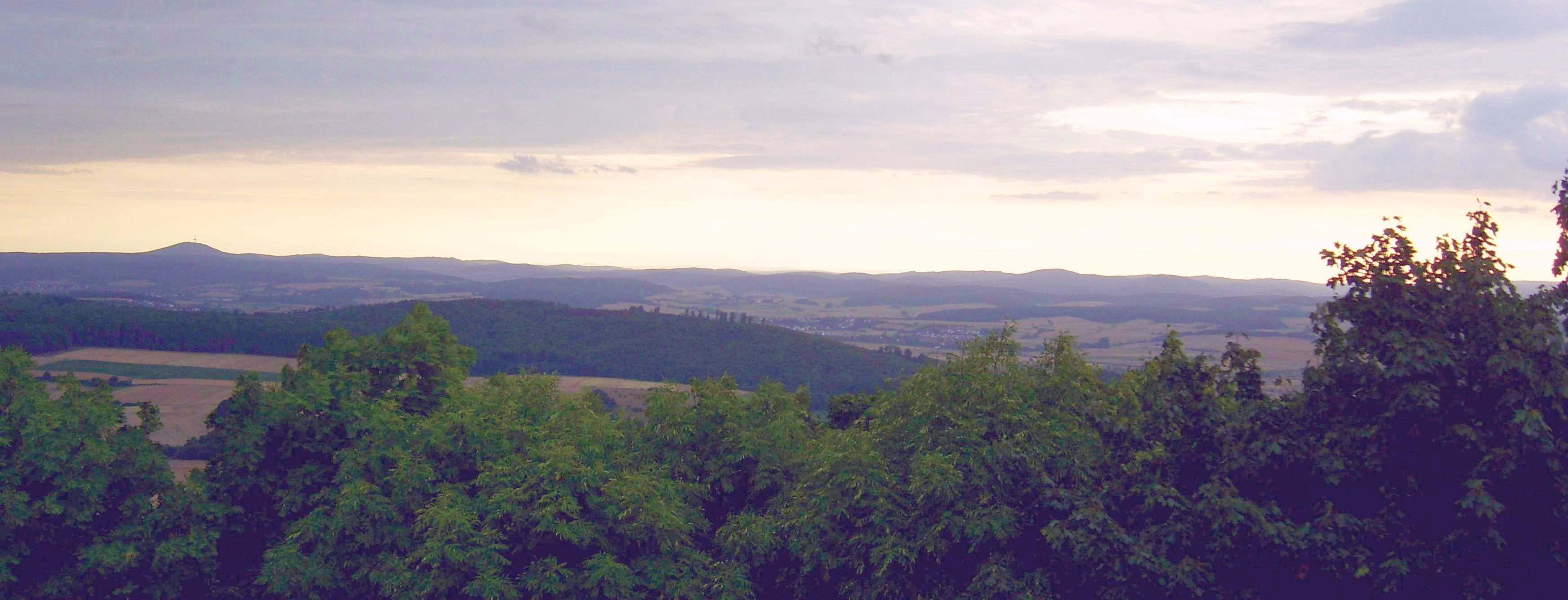
Blick ins Gladenbacher Bergland: Links der hohe Dünsberg, halbrechts der hohe Hemmerich; dazwischen schimmert der Westerwald durch

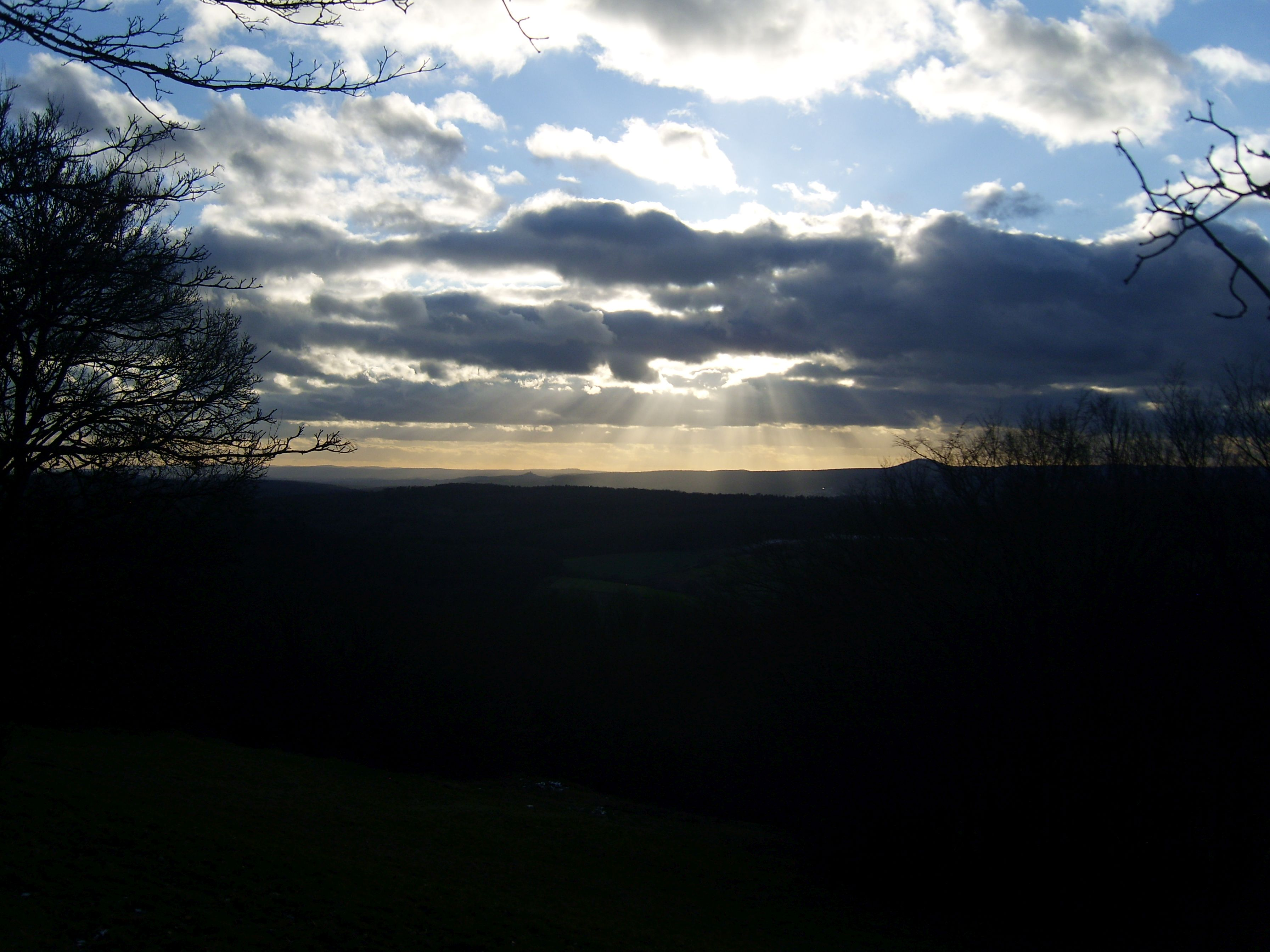
Blick zum Dünsberg während des Sturmtiefs Friederike, Januar 2018; links der Mitte ist der Gleiberg zu erkennen.

Von der umzäunten Mauer der Burgruine genießt der Betrachter einen bemerkenswerten 360°-Panoramablick – sortiert nach Höhe in Meter (m) über Normalhöhennull (NHN).
Markant sind u. a. (im Uhrzeigersinn, angefangen im Norden):
- vor dem Burgwald die anderen Erhebungen der Lahnberge
  - Ortenberg (ca. 380 m, 7 km) – mit Spiegelslustturm und Schornstein
  - Lichter Küppel (368,3 m, < 4 km)
  - Stempel (365,4 m, < 3 km) – teils gerodet, Mülldeponie
- Kellerwald (größtenteils ebenfalls hinter dem Burgwald)
  - Hohes Lohr (656,7 m, 34 km) – mit Fernsehturm
  - Jeust (585,0 m, 31 km)
  - Wüstegarten (675,3 m, 35 km)
- der Hohe Meißner (753,6 m, 90 km) hinter den Gilserberger Höhen (Oberhessische Schwelle) – ob seiner großen Entfernung fast nie zu sehen, s. u.
- Amöneburg (ca. 365 m, 10 km)
- hinter dem Nördlichen Vogelsberg-Vorland (Oberhessische Schwelle) der Knüll mit
  - Knüllköpfchen (633,8 m, 48 km)
  - Eisenberg (635,5 m, 53 km)
  - Rimberg (591,8 m, 48 km) – etwas abseits, hinter Wittelsberg
- Vorderer Vogelsberg mit Lumda-Plateau
  - Mardorfer Kuppe (406,8 m, 10 km)
  - Sennberg (383,1 m, 7 km)
- Vogelsberg
  - Taufstein (773,0 m, 42 km)
- Taunus
  - Steinkopf (518,0 m, 49 km) – etwas vom restlichen Taunus abgesetzt, mit Fernsehturm
  - Altkönig (798,2 m, 64 km)
  - Großer Feldberg (881,5 m, 63 km) – u. a. mit Sendeanlagen/Gr. Feldberg und Aussichtsturm Großer Feldberg
  - Pferdskopf (662,6 m, 58 km), mit Aussichtsturm
- Gladenbacher Bergland vor dem Westerwald
  - Gleiberg (308,0 m, 19 km) – mit Burg Gleiberg; direkt im Lahntal
  - Dünsberg (497,7 m, 19 km) – kuppige Singularität mit Fernsehturm
  - Hoher Westerwald (bis 657,3 m, ab etwa 45 km)
  - Hemmerich (475,7 m, 16 km) und seine rechten Nachbarn Koppe (454,1 m) und Dreisberg (448,4 m)
  - Bottenhorner Hochflächen mit Angelburg (609,4 m, 25 km) und Daubhaus (551,8 m, 19 km)
  - Damshäuser Kuppen mit Kappe (493,5 m, 16 km) und Rimberg (497,1 m, 15 km)
- Rothaargebirge (max. 843,2) hinter der Stadt Marburg und dem Marburger Rücken (369,8 m)
  - Sackpfeife (673,3 m, 28 km) – mit 210 m hohem Sendemast
  - Kohlenberg (583,0 m, 27 km) – Doppelgipfel in Form von Frauenbrüsten, hinter dem Wollenberg (473,8 m, 15 km)
  - Ziegenhelle (815,9 m, 45 km) – verdeckt den höheren Kahlen Asten (841,9)
  - Bollerberg (757,7 m, 46 km) – mit Fernsehturm, ungefähr über dem Marburger Schloss

Der Hohe Meißner ist nur an sehr wenigen Tagen zu sehen, wobei man, der Erdkrümmung wegen, nur das Gipfelplateau sieht; siehe Teilpanorama Meißner und Knüll bei exzellenter Fernsicht.